# Martin Gassner-Herz
Martin Thomas Gassner-Herz (* 16. Mai 1985 in Tuttlingen) ist ein deutscher Politiker (FDP). Er war von 2021 bis 2025 Mitglied des Deutschen Bundestages.

## Ausbildung und Beruf
Gassner-Herz machte 2004 am Otto-Hahn-Gymnasium in Tuttlingen Abitur. Danach studierte er Politik- und Verwaltungswissenschaft an der Universität Konstanz. Das Studium schloss er 2007 als Bachelor of Arts in Political and Administrative Science ab. Anschließend studierte er bis 2010 Politikwissenschaften mit Abschluss als Master of Arts in Political Science an der Philipps-Universität Marburg.
Von 2010 bis 2012 war er Wissenschaftlicher Mitarbeiter im Wahlkreisbüro von Sibylle Laurischk, die damals Mitglied des Bundestags war. Anschließend übte er bis 2013 seinen Freiwilligen Wehrdienst aus. Danach war er bis 2014 Geschäftsführender Gesellschafter der Deutschen Megaphon GbR. Seither war er Verwaltungsangestellter im Landratsamt Ortenaukreis im Sozialbereich.

## Politische Tätigkeiten
Von 2000 bis 2020 war Gassner-Herz Mitglied der Jungen Liberalen. Seit 2003 ist er Mitglied der FDP und war in verschiedenen Vorstandsfunktionen im Ortsverband Offenburg-Ried, im Kreisverband Ortenau und im Bezirksverband Südbaden tätig. Von 2019 bis 2021 war er Mitglied im Landesvorstand der FDP Baden-Württemberg.
Bei der Bundestagswahl 2021 erreichte er im Bundestagswahlkreis Offenburg mit 10,8 % der Erststimmen den vierten Platz und verpasste damit das Direktmandat. Er zog jedoch über Platz 16 der Landesliste Baden-Württembergs seiner Partei in den Deutschen Bundestag ein. Zur Bundestagswahl 2025 kandierte er erneut, schied aber auf Grund des Scheitern der FDP an der Fünf-Prozent-Hürde aus dem Bundestag aus.

## Privates
Gassner-Herz ist verheiratet und wohnt in Schutterwald.